# 丹尼尔·菲茨吉本
丹尼尔·菲茨吉本（英語：Daniel Fitzgibbon，1976年6月15日—），澳大利亚男子帆船运动员。他曾代表澳大利亚参加2008年、2012年和2016年夏季残疾人奥林匹克运动会帆船比赛，获得二枚金牌和一枚银牌。